# Dyfuzor silnika 2t
Dyfuzor (komora rezonansowa) – część układu wydechowego w silnikach dwusuwowych, która odpowiada za wytworzenie fali ciśnieniowej cofającej nieprzepaloną mieszankę do cylindra.

## Działanie dyfuzora w silniku 2t
W silniku 2t podczas pracy tłoka część mieszanki trafia niespalona do układu wydechowego, co powoduje straty w mocy silnika oraz dodatkowo podnosi finalnie zużycie paliwa. Aby temu zapobiec wprowadzono wydechy z komorą rezonansową (dyfuzorem). Działanie takiego wydechu polega na tym, że dzięki odpowiednim kątom i długościom stożków, z których zbudowany jest wydech, fala ciśnieniowa, która w nim się porusza wraz ze spalinami, po wylocie z cylindra rozszerza się, aż dobiegnie do głównej części dyfuzora (miejsca o największej średnicy przekroju w układzie wydechowym), po czym trafiając na nagłe zwężenie do tzw. stingera, część z niej odbija się od stożka zawężającego dyfuzor powodując wytworzenie fali o przeciwnym kierunku (czyli wracającej do cylindra) i cofanie się mieszanki, która uciekła niespalona podczas pracy jednostki napędowej.

## Historia dyfuzora silnika 2t
Pomysłodawcą zastosowania dyfuzora w silniku dwusuwowym był Walter Kaaden, inżynier, w czasie II wojny światowej pracujący w ośrodku Peenemünde przy konstrukcji sterowanej radiowo bomby szybującej Henschel Hs 293. Mimo sprzecznych doniesień, nie pracował przy projekcie latającej bomby V1 ani przy rakietach V2. Dzięki latom pracy w Luftwaffe posiadł wiedzę pozwalającą mu wykrzesać ogromny potencjał z silnika dwusuwowego. W latach 50. IFA zatrudniła go do pomocy przy budowach motocykli wyścigowych wyposażonych w silniki 2t. Wykorzystując swoją wiedzę pokazał, jak wielki wpływ na silnik dwusuwowy mogą mieć zjawiska falowe i skonstruował pierwszy układ wydechowy z komorą rezonansową (dyfuzorem). Po wielu latach spędzonych w IFA Kaaden został zmuszony przez złe warunki polityczne panujące w komunistycznych Niemczech do ucieczki na Zachód. Jego celem stała się Japonia, do której zabrał teczkę z całą swoją wiedzą na temat silników 2t.